# Re.press
re.press è una casa editrice indipendente australiana, specializzata nella pubblicazione di testi di filosofia contemporanea, teoretica e di poesia.
Numerose opere in lingua inglese sono rese disponibili gratuitamente in formato elettronico PDF, oltre all'edizione a stampa che rimane a pagamento.

## Storia
The Praxis of Alain Badiou fu la prima serie pubbloicata nel 2006, alla quale seguirono le edizioni critiche e ad accesso aperto di autori quali: Alain Badiou, Hegel, Graham Harman, Andrew Benjamin, Reza Negarestani e del poeta persiano Attar.
re.press fu uno dei primi editori ad offrire su Internet monografie open access, stimolando fra gli operatori del settore un dibattito circa la sostenibilità economica del suo modello di business.

Le serie pubblicate sono tre: Anamnesis, Transmission e Anomaly. Mentre le prime due collane di filosofia sono legalmente disponibili in modalità Open Access, per la serie  di narrativa, Anomaly, non è in generale prevista la possibilità del download gratuito.
Le copertine delle opere sono ideate da designer operanti a Melbourne. Nel sito web della casa editrice si legge:
La sede principale di re.press si trova nella città di Melbourne, in Australia. E Melbourne è, come ha osservato il critico d'arte Norbert Loeffler, una delle grandi città d'arte del mondo, senza che nessuno lo sappia. Melbourne obbliga i suoi artisti a sostenersi diversamente, in assenza del potere, dei media e della reputazione consolidati dei centri tradizionali dell'arte mondiale,. Consapevoli del lavoro contemporaneo di tutto il mondo, gli artisti locali lo trasformano per i loro scopi, spesso oscuri, in forme senza precedenti. re.press cerca, come un insaziabile cleptoparassita, di attingere parte di questo potere estetico per i propri fini, usando le loro immagini come copertina.»